# Премія Владимира Назора
Премія Владимира Назора (хорв. Nagrada Vladimir Nazor) — щорічна нагорода Міністерства культури Хорватії, яка вручається хорватським митцям за значні досягнення в своїй галузі. Премія заснована 1959 року та названа на честь поета Владимира Назора. Станом на 2016 рік нагорода вручається у шести різних категоріях:
- Архітектура та урбанізм
- Кінематограф
- Музика
- Театр
- Образотворче мистецтво та Декоративно-ужиткове мистецтво

Щороку вручаються по дві нагороди для кожної галузі — одна за значні досягнення за життя, інша — за досягнення за минулий рік. Переможці визначаються за попередній рік від дати вручення — 19 червня, річниці смерті Назора.
Названа на честь письменника Владіміра Назора (1876—1949), премія присуджується хорватським митцям за досягнення в шести різних галузях мистецтва і культури, і в кожній категорії щороку присуджуються дві окремі премії — одна за життєві досягнення (за загальний внесок у відповідну галузь), а інша, яку зазвичай називають «щорічною премією», — за окрему видатну роботу в цій галузі, створену протягом попередніх 12 місяців.
Переможці за попередній рік зазвичай оголошуються близько 19 червня, в річницю смерті Назора, а призи вручаються лауреатам на офіційній церемонії, яка зазвичай відбувається в липні.

## Список переможців у номінації «За досягнення у житті»

### Архітектура та урбанізм
- 1965 — Младен Каузларич
- 1966 — Юрай Дензлер
- 1967 — Степан Планич
- 1968 — Альфред Альбіні
- 1969 — Йосип Сейссел
- 1970 — Степан Гомбош
- 1970 — Лавослав Хорват
- 1971 — Антун Ульріх
- 1972 — Драго Галич
- 1973 — Маріян Габерле
- 1974 — Владо Антолич
- 1975 — Ловро Перкович
- 1976 — Славко Леві
- 1977 — Звонимир Врклян
- 1978 — Божидар Рашиця
- 1979 — Франьо Баговець
- 1980 — Станко Фабріс
- 1981 — Божидар Тушек
- 1982 — Андре Могоровичич
- 1983 — Зденко Колаціо
- 1984 — Іван Вітич
- 1985 — Невен Шегвич
- 1986 — Драган Болтар
- 1987 — Александар Драгоманович
- 1988 — Мирослав Бегович
- 1989 — Здравко Бреговаць
- 1990 — Зденко Сила
- 1991 — Борис Магаш
- 1992 — Вєнцеслав Ріхтер
- 1993 — Гроздан Кнезевич
- 1994 — Іво Радич
- 1995 — Зоя Думенагич
- 1996 — Бруно Мілич
- 1997 — Сена Секулич-Гвозданович
- 1998 — Іва Гершич
- 1999 — Єрко Марасович
- 1999 — Томіслав Марасович
- 2000 — Сільвана Сейссел
- 2001 — Юліє де Лука
- 2002 — Анте Маринович-Узелаць
- 2003 — Андрія Мутнякович
- 2004 — Славко Єлінек
- 2005 — Мірко Маретич
- 2006 — Анте Рожич
- 2007 — Анте Вулін
- 2008 — Нікола Філіпович
- 2009 — Борис Крстулович
- 2010 — Дінко Ковачич
- 2011 — Радован Міщевич
- 2012 — Гільдегард Ауф-Франич
- 2013 — Радован Делалле
- 2014 — Іван Црнкович
- 2015 — Йосип Углик
- 2016 — Бранко Кінцль
- 2017 — Антун Шатара
- 2018 — Бранко Сіладжин
- 2019 — Іван Чижмек

### Кінематограф
- 1967 — Октавіян Мілетич
- 1970 — Бранко Мар'янович
- 1973 — Федор Ганжекович
- 1974 — Бранко Блажина
- 1975 — Антун Наліс
- 1976 — Рудольф Сремець
- 1977 — Бранко Маєр
- 1978 — Обрад Глушевич
- 1979 — Бранко Белан
- 1980 — Бранко Бауер
- 1981 — Александар Маркс
- 1982 — Мате Реля
- 1983 — Крешо Ґолік
- 1984 — Фаділ Гаджич
- 1985 — Нікола Тангофер
- 1986 — Ватрослав Мимиця
- 1987 — Анте Бабая
- 1988 — Томіслав Пінтер
- 1989 — Франо Водопивець
- 1990 — Антун Врдоляк
- 1991 — Фабіян Шовагович
- 1992 — Звонимир Беркович
- 1993 — Радойка Тангофер
- 1994 — Павао Штальтер
- 1995 — Желько Сенечич
- 1996 — Міа Оремович
- 1997 — Теа Бруншмід
- 1998 — Борис Дворнік
- 1999 — Анте Петерлич
- 2000 — Душко Юрічевич
- 2001 — Ернест Грегль
- 2002 — Боривой Довнікович
- 2003 — Ілія Івезич
- 2004 — Владимир Тадей
- 2005 — Зоран Тадич
- 2006 — Крсто Папич
- 2007 — Арсен Дедич
- 2008 — Богдан Жижич
- 2009 — Велько Булаїч
- 2010 — Божидарка Фрайт
- 2011 — Хрвоє Туркович
- 2012 — Івіца Райкович
- 2013 — Неделько Драгич
- 2014 — Іво Штівичич
- 2015 — Едуард Галич
- 2016 — Божидар Смілянич
- 2017 — Райко Грлич
- 2018 — Раде Шербеджія
- 2019 — Вера Зима

### Музика
- 1960 — Светислав Станчич
- 1963 — Йосип Крижай
- 1964 — Яков Готовац
- 1965 — Антонія Гайгер-Айхорн
- 1965 — Анчиця Митрович
- 1968 — Борис Папандопуло
- 1969 — Вільма Ножичич
- 1970 — Іво Тиярдович
- 1971 — Нада Томчич
- 1972 — Маріяна Радев
- 1973 — Стьєпан Шулек
- 1974 — Іван Брканович
- 1975 — Бруно Б'єлінскі
- 1976 — Мило Ципра
- 1977 — Іво Мачек
- 1978 — Бранимир Сакач
- 1979 — Славко Златич
- 1980 — Дора Гушич
- 1981 — Рудольф Матч
- 1982 — Натко Девчич
- 1983 — Милко Келемен
- 1984 — Єронім Ноні Жунець
- 1985 — Еміль Коссетто
- 1986 — Милан Хорват
- 1987 — Рудольф Клепач
- 1988 — Мілєнко Прохаска
- 1989 — Драгутін Бернардич
- 1990 — Томіслав Нералич
- 1991 — Адальберт Маркович
- 1992 — Нада Путтар-Голд
- 1993 — Юриця Мурай
- 1994 — Степан Радич
- 1995 — Анджелко Клобучар
- 1996 — Ружа Поспиш-Балдані
- 1997 — Младен Башич
- 1998 — Ігор Г'ядров
- 1999 — Ліляна Молнар-Талаїч
- 2000 — Йосип Кліма
- 2001 — Станко Хорват
- 2002 — Божена Рук-Фочич
- 2003 — Тонко Нінич
- 2004 — Павле Дешпаль
- 2005 — Владимир Крпан
- 2006 — Бранка Стілінович
- 2007 — Дамір Новак
- 2008 — Загребський квартет
- 2009 — Нікша Бареза
- 2010 — Рубен Радиця
- 2011 — Мірка Кларич
- 2012 — Іво Малець
- 2013 — Павиця Гвоздич
- 2014 — Прерад Детичек
- 2015 — Алфі Кабільйо
- 2016 — Владимир Краньчевич
- 2017 — Дубравко Детоні
- 2018 — Дуня Вейзович
- 2019 — Вальтер Дешпаль

### Театр
- 1964 — Міла Димитрієвич
- 1966 — Звонимир Рогоз
- 1968 — Томіслав Тангофер
- 1969 — Віктор Бек
- 1969 — Божена Кралєва
- 1969 — Віка Подгорська
- 1970 — Славко Батушич
- 1970 — Велько Маричич
- 1971 — Мато Гркович
- 1972 — Бела Крлежа
- 1973 — Анджелко Штімаць
- 1974 — Еміль Кутіяро
- 1975 — Ервіна Драгман
- 1976 — Іво Хергешич
- 1977 — Владо Хабунек
- 1978 — Ана Роє
- 1978 — Оскар Гармош
- 1979 — Міра Жупан
- 1980 — Мірко Перкович
- 1981 — Звонко Агбаба
- 1982 — Ана Мелетич
- 1983 — Йосип Маротті
- 1984 — Младен Шерментьє
- 1985 — Коста Спаїч
- 1986 — Перо Крвгич
- 1987 — Весна Бутораць-Блаче
- 1988 — Младен Шкілян
- 1989 — Драго Крча
- 1990 — Міше Мартинович
- 1991 — Соня Кастль
- 1992 — Тонко Лонза
- 1993 — Мілка Подруг-Кокотович
- 1994 — Божидар Віолич
- 1995 — Томіслав Дурбешич
- 1996 — Александар Аугустинчич
- 1997 — Нада Суботич
- 1998 — Звєздана Ладіка
- 1999 — Реля Башич
- 2000 — Йошко Юванчич
- 2001 — Нева Рошич
- 2002 — Мілко Шпаремблек
- 2003 — Іка Шкомрль
- 2004 — Нікола Батушич
- 2005 — Ваня Драч
- 2006 — Ванча Клякович
- 2007 — Георгій Паро
- 2008 — Златко Чрнкович
- 2009 — Владимир Герич
- 2010 — Златко Вітез
- 2011 — Шпіро Губеріна
- 2012 — Ненад Шегвич
- 2013 — Божидар Бобан
- 2014 — Марія Кон
- 2015 — Івиця Бобан
- 2016 — Мустафа Надаревич
- 2017 — Драган Деспот
- 2018 — Марія Секелез
- 2019 — Гелена Булян

### Образотворче мистецтво та Декоративно-ужиткове мистецтво
- 1961 — Франо Кршинич
- 1963 — Маріно Тарталья
- 1964 — Любо Бабич
- 1964 — Отон Постружник
- 1965 — Оскар Герман
- 1966 — Мірко Рачкі
- 1966 — Вілько Гецан
- 1968 — Єролім Міше
- 1969 — Антун Мотика
- 1969 — Златко Шулентич
- 1970 — Маріян Детоні
- 1970 — Крсто Хегедушич
- 1971 — Антун Междіч
- 1972 — Франо Шимунович
- 1973 — Вілько Шеферов
- 1974 — Стелла Скопал
- 1975 — Вєкослав Парач
- 1976 — Отон Глиха
- 1977 — Вілім Свечняк
- 1978 — Анте Роца
- 1978 — Славко Шохай
- 1979 — Воїн Бакич
- 1980 — Златко Пріца
- 1980 — Мілан Вульпе
- 1981 — Едо Ковачевич
- 1982 — Міра Ковачевич-Овчачик
- 1982 — Желько Хегедушич
- 1983 — Любо Іванчич
- 1983 — Ото Райзінгер
- 1984 — Ксенія Кантоці
- 1985 — Бранко Ружич
- 1986 — Коста Ангелі Радовані
- 1987 — Іван Шебаль
- 1988 — Желимир Янеш
- 1989 — Шиме Перич
- 1990 — Фердинанд Кульмер
- 1991 — Іван Ловренчич
- 1992 — Далибор Парач
- 1993 — Младен Вежа
- 1994 — Іван Піцель
- 1995 — Мілена Лах
- 1996 — Джуро Політика
- 1997 — Іван Кожарич
- 1998 — Нікола Райзер
- 1999 — Александар Срнец
- 2000 — Едо Муртич
- 2001 — Джуро Седер
- 2002 — Юліє Найфер
- 2003 — Нівес Кавурич-Куртович
- 2004 — Златко Боурек
- 2005 — Вєкослав Войо Радойчич
- 2006 — Йосип Ванішта
- 2007 — Душан Джамоня
- 2008 — Нікола Койдль
- 2009 — Альфред Пал
- 2010 — Шиме Вулас
- 2011 — Іван Ладіслав Галета
- 2012 — Марія Уєвич-Галетович
- 2013 — Младен Стилинович
- 2014 — Ягода Буїч
- 2015 — Златко Кесер
- 2016 — Євген Феллер
- 2017 — Бісерка Баретич
- 2018 — Невенка Арбанас
- 2019 — Михайло Арсовський